# 앙주앙섬

앙주앙의 기

코모로 제도

앙주앙섬(Anjouan) 또는 은주와니섬(Ndzuwani)은 코모로 제도에 위치한 섬으로 중심 도시는 무차무두이며 면적은 424km2, 인구는 277,500명(2006년 기준), 인구 밀도는 589.62명/km2이다.